# Neoporteria pracellans
Neoporteria pracellans är en spindelart som beskrevs av Cândido Firmino de Mello-Leitão 1943. Neoporteria pracellans ingår i släktet Neoporteria och familjen mörkerspindlar. Inga underarter finns listade i Catalogue of Life.